# Run-Off
Run-Off bezeichnet das Einstellen des Neugeschäfts und das kostengünstige Fortführen von Altbeständen (Altverträge). Dies findet Anwendung bei Versicherungsunternehmen, insbesondere von Sach- und Lebensversicherern; auch im Bankwesen sind run-offs gängig, diese werden auch als Abwicklungsbanken bezeichnet. Unternehmen, die ohne Neugeschäft bestehende Bestände abwickeln bzw. Versicherungsunternehmen oder deren Bestände im Wege des Run-Offs übernehmen, nennt man Run-Off-Gesellschaften.

## Geschäftsmodell (Versicherungen)
Bei einem Run-off beendet das jeweilige Versicherungsunternehmen seine Geschäftstätigkeit, nimmt also keine Neukunden mehr auf, und überträgt seinen Versicherungsbestand auf ein anderes Unternehmen (Bestandsübertragung). Bei der Bestandsübertragung bekommen die Kunden einen neuen Vertragspartner. Eine Alternative dazu ist der Verkauf des gesamten Versicherungsunternehmens an einen Investor (Eigentümerwechsel). Dabei bleibt der Vertragspartner gleich, lediglich die Eigentumsverhältnisse ändern sich. In beiden Fällen spricht man von einem externen Run-Off. Ein so genannter interner Run-Off liegt vor, wenn das Versicherungsunternehmen sein Neukundengeschäft offiziell oder zumindest faktisch einstellt, den Bestand aber nicht an einen Dritten überträgt, sondern selbst fortführt.
Hauptursache der seit den 2010er Jahren in Deutschland durchgeführten Run-Offs ist insbesondere die andauernde Niedrigzinsphase, die es den Anbietern von Kapitallebensversicherungen erschwert, die zugesagten Renditen zu erwirtschaften. Aber auch umfangreicher Modernisierungsbedarf, vor allem im IT-Bereich, und gestiegene regulatorische Anforderungen machen es den Unternehmen zunehmend schwieriger, die notwendigen Mittel für gegebene Garantieversprechen und attraktive Überschüsse zu erwirtschaften. Unter wirtschaftlichen Gesichtspunkten kann es daher sinnvoll sein, das Neukundengeschäft einzustellen oder den Geschäftsbereich Lebensversicherung vollständig an Spezialisten zu übertragen. Geschäftsstrategie der Run-Off-Gesellschaften ist es, die übernommenen Versicherungsverträge mit deutlich geringerem Verwaltungsaufwand weiterzuführen. An den Kosteneinsparungen müssen die Versicherten beteiligt werden, dies regelt die Mindestzuführungsverordnung.
Teilweise agieren explizit auf den Run-Off-Markt spezialisierte Firmen am Markt, teilweise besitzen zudem Private-Equity-Firmen Run-Off-Portfolien bzw. haben entsprechend spezialisierte Tochtergesellschaften oder sind in Run-Off-Plattformen investiert. So gehören beispielsweise Cinven bei der Viridium oder Apollo Global Management bei der Athora zu den Miteigentümern.

## Run-off Gesellschaften in Deutschland

### Lebensversicherung
Auf dem deutschen Lebensversicherungsmarkt sind derzeit drei Bestandsmanager aktiv:
- Viridium, eine Versicherungsgruppe von Hannover Rück, dem britischen Private-Equity-Unternehmens Cinven und der Generali
- Athora-Deutschland-Gruppe (ehemals Athene Deutschland), eine Tochtergesellschaft der Athora Holding Ltd[3]
- Frankfurter-Leben-Gruppe, eine Tochtergesellschaft des chinesischen Mischkonzerns Fosun

| Jahr | Versicherer                             | Verträge  | Anlagevermögen | Run-off-Plattform | Bemerkung | Quelle  |
| ---- | --------------------------------------- | --------- | -------------- | --- | --- | ------- |
| 2014 | Heidelberger Lebensversicherung         | 600.000   | 5,2 Mrd. €     | | | Quelle, |
| 2014 | Skandia Lebensversicherung              | 400.000   | 4,9 Mrd. €     | | Quelle, |         |
| 2017 | Protektor Lebensversicherung            | 100.000   | 1,8 Mrd. €     | Weiterführung als Entis Lebensversicherung, die rund 85.000 Lebensversicherungsverträge der ehemaligen Mannheimer Lebensversicherung betreut | Quelle |         |
| 2019 | Generali Leben                          | 3.850.000 | 44,6 Mrd. €    | Weiterführung als Proxalto Lebensversicherung                                                                                                | Quelle |         |
| 2017 | Asstel Lebensversicherung AG            |           |                | (keine) | Altpolicen werden von der Gothaer Lebensversicherung AG betreut. Keine Neuabschlüsse mehr möglich. | Quelle  |
| 2015 | Delta Lloyd Deutschland                 | 350.000   | 4,6 Mrd. €     | | ehemals Berlinische Lebens-Versicherungs Gesellschaft, 2006 erfolgte die Umfirmierung in Delta Lloyd Lebensversicherung AG, im August 2015 erfolgte die Verschmelzung der Hamburger Lebensversicherung mit der Delta Lloyd Lebensversicherung, im November 2015 erfolgte die Umfirmierung als Athene Lebensversicherung, 2018 umbenannt in Athora Lebensversicherung | Quelle  |
| 2015 | Basler Leben                            | 120.000   | 2,6 Mrd. €     | | Weiterführung als Frankfurter Lebensversicherung | Quelle  |
| 2017 | ARAG-Lebensversicherung                 | 322.000   | 2,8 Mrd. €     | Weiterführung als Frankfurt Münchener Lebensversicherung                                                                                     | Quelle |         |
| 2018 | Pensionskasse Pro BAV (Axa Deutschland) | 260.000   | 3,0 Mrd. €     | | Quelle |         |
| 2018 | Prudentia Pensionskasse (COFRA Group)   | 50.000    | 1,8 Mrd. €     | | Quelle |         |
| 2024 | Landeslebenhilfe                        | 11.000    | 0,15 Mrd. €    | Übertragung des Bestandes auf die Frankfurter Lebensversicherung                                                                             | Quelle 1, Quelle 2 |         |
| 2024 | Generali Deutschland Pensionskasse      | 150.000   | 2,8 Mrd. €     | Weiterführung als Frankfurter Pensionskasse                                                                                                  | Quelle 1, Quelle 2 |         |
| 2019 | Nürnberger Beamten Lebensversicherung   |           |                | (keine) | Abwicklung in Eigenregie | Quelle  |
| 2023 | AGER Lebensversicherung                 | 900.000   | 19 Mrd. €      | (keine) | Abwicklung durch Axa in Eigenregie | Quelle  |
| 2023 | Zurich Life Legacy                      | 720.000   | 21 Mrd. €      | (keine) | Abwicklung durch Zurich Gruppe Deutschland in Eigenregie | Quelle  |

Run-Offs bedürfen in Deutschland der Genehmigung durch die Bundesanstalt für Finanzdienstleistungsaufsicht (BaFin). Die BaFin erteilt die Genehmigung, wenn die Belange der betroffenen Versicherten gewahrt sind und die Run-Off-Gesellschaft nachweist, dass sie die Verpflichtungen aus den Versicherungsverträgen dauerhaft erfüllen kann. Die Run-Off-Gesellschaften unterliegen auch nach dem Eigentümerwechsel bzw. der Bestandsübertragung dem deutschen Versicherungsaufsichtsrecht.
Der Bund der Versicherten betrachtet die Run-Offs der deutschen Kapitallebensversicherer als „Zäsur“ und befürchtet „große Gefahren“ für die Kunden. Die von den Run-Off-Gesellschaften angestrebte Rendite sei nur erzielbar, wenn im Gegenzug den Versicherten möglichst viele Überschüsse vorenthalten würden. Das Interesse der Kunden an einer hohen Überschussbeteiligung werde aber von der BaFin nicht ausreichend vertreten. Spiegel Online kommentierte, die Kunden seien für die Versicherungen wirtschaftlich nicht mehr attraktiv und würden deshalb „abgeschoben“. Sowohl die private als auch die betriebliche Altersvorsorge in Deutschland drohten „in sich zusammenzufallen“.
Doch es gibt unter den Verbraucherschützern auch andere Meinungen. „Es muss für Verbraucher kein schlechter Deal sein, von jemandem wegzukommen, der ohnehin keinen Bock mehr auf ihn hat, und hin zu jemandem, der richtig Bock auf den Kunden hat“, sagte Lars Gatschke, Versicherungsexperte des Bundesverbands der Verbraucherzentralen. Grundsätzlich sollte sich durch den Weiterverkauf der Verträge nichts für die Kunden ändern.
Die BaFin nahm den geplanten Run-Off der Generali zum Anlass, die strengen Anforderungen an einen Unternehmensverkauf darzustellen.
Einen internen Run-Off kündigte die Signal Iduna im Dezember 2021 an, als die bisherige Signal Iduna Lebensversicherung a. G. das Neugeschäft zum Jahresende einstellen und sich auf die Abwicklung der bestehenden Bestandsverträge sollte und die neu gegründete Signal Iduna Lebensversicherung AG mit Fokus aus nachhaltige Versicherungsprodukte gegründet wurde.
Im Zuge der angekündigten Veräußerung von Teilbeständen der Zurich Gruppe Deutschland respektive Axa Deutschland im Frühjahr 2022 trat neben den drei bereits in Deutschland etablierten Run-Off-Plattformen der in Großbritannien ansässige Abwickler Resolution Life als möglicher Kaufinteressent in Erscheinung.
Im Juni 2022 verkündete Viridium vorbehaltlich der BaFin-Genehmigung die Übernahme des Lebensversicherungsbestandes der Zurich Gruppe Deutschland (Rund 720.000 Verträge mit rund 21 Milliarden Euro verwaltetem Vermögen). Im Januar 2024 scheiterte die Übernahme wegen mutmaßlicher Bedenken der Aufsichtsbehörde gegenüber dem hinter Viridium stehenden Finanzinvestor Cinven.
Im Juli 2022 verkündete Athora vorbehaltlich der BaFin-Genehmigung die Übernahme eines Teilbestandes der Axa Deutschland (Rund 900.000 Verträge mit rund 19 Milliarden Euro verwaltetem Vermögen). Zwar erfolgten im November 2023 die aufsichtliche Genehmigung und die anschließende Übertragung des Bestandes auf eine neue Gesellschaft, die Transaktion wurde jedoch nach dem Rückzug der Axa nicht vollzogen.
Im Mai 2023 verkündete die Frankfurter-Leben-Gruppe vorbehaltlich der BaFin-Genehmigung die Übernahme der Generali Deutschland Pensionskasse AG (Rund 150.000 Verträge mit rund 2,8 Milliarden Euro verwaltetem Vermögen), im September des Jahres wurde ebenso vorbehaltlich der Genehmigung durch die Aufsichtsbehörde die Übertragung des Versicherungsbestandes der Landeslebenhilfe (ca. 11.000 Verträge mit rund 150 Mio. Euro zugehörigen Kapitalanlagen) auf die Frankfurter Lebensversicherung verkündet. Nachdem die BaFin zwischenzeitlich zugestimmt hatte, wurde die Übertragung des LLH-Bestands in Form eines Asset Deals Ende Dezember des Jahres rückwirkend zum 1. Januar 2023 vollzogen. Mitarbeiter, die bei der LLH beschäftigt waren, wechselten zur bisherigen LLH-Mutter Landeskrankenhilfe.

### Schaden- und Unfallversicherung
Die DARAG Deutsche Versicherungs- und Rückversicherungs-AG übernimmt inaktives Geschäft von Erst- und Rückversicherungsunternehmen im Nicht-Leben-Bereich und wickelt dieses ab.

## Run-off Gesellschaften International
- Athora Holding, Bermuda
- Athene, Vereinigte Staaten
- Berkshire Hathaway, Vereinigte Staaten (die Holdinggesellschaft besitzt Anteile sowohl an Run-Off- als auch aktiven Versicherungsgesellschaften)
- Enstar Group, Bermuda
- Premia Holdings, Bermuda
- ReAssure, Vereinigtes Königreich